# Ripon
|  | Aquest article tracta sobre la ciutat anglesa. Vegeu-ne altres significats a «Ripon (desambiguació)». |

Ripon és un poble del districte de Harrogate, North Yorkshire, Anglaterra. Té una població de 15.882 habitants. Al Domesday Book (1086) està escrit amb la forma Ripum/Ripun.